# Centruroides limpidus
Espèce
Synonymes
- Centrurus limpidus Karsch, 1879

Centruroides limpidus est une espèce de scorpions de la famille des Buthidae.

## Distribution
Cette espèce est endémique du Mexique. Elle se rencontre dans le Sud-Ouest du Puebla, dans l'extrême Nord-Ouest de l'Oaxaca, dans le Nord du Guerrero, au Morelos, dans l'Mexico, dans le Sud du Querétaro et au Michoacán.

## Description

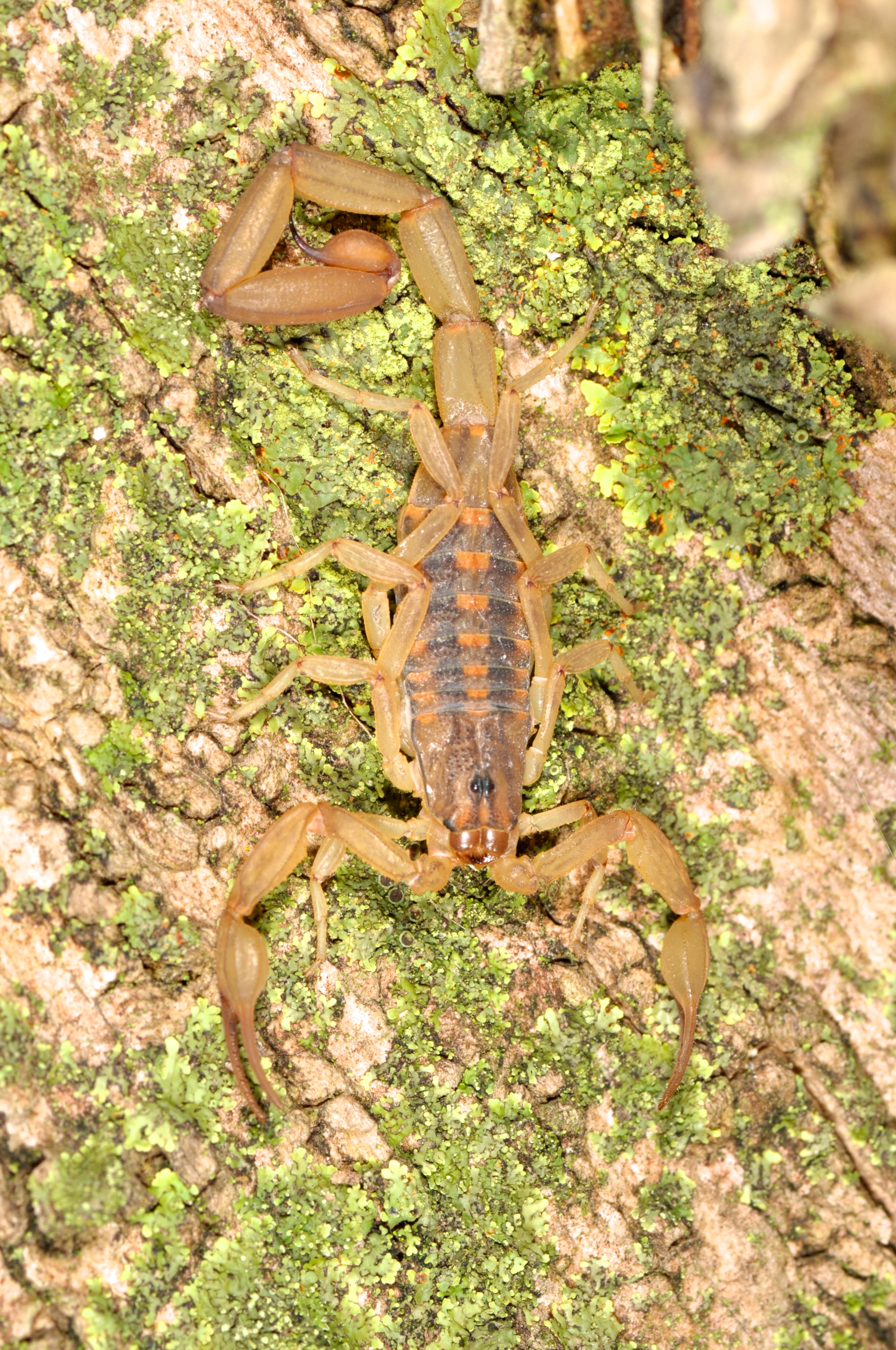
Centruroides limpidus

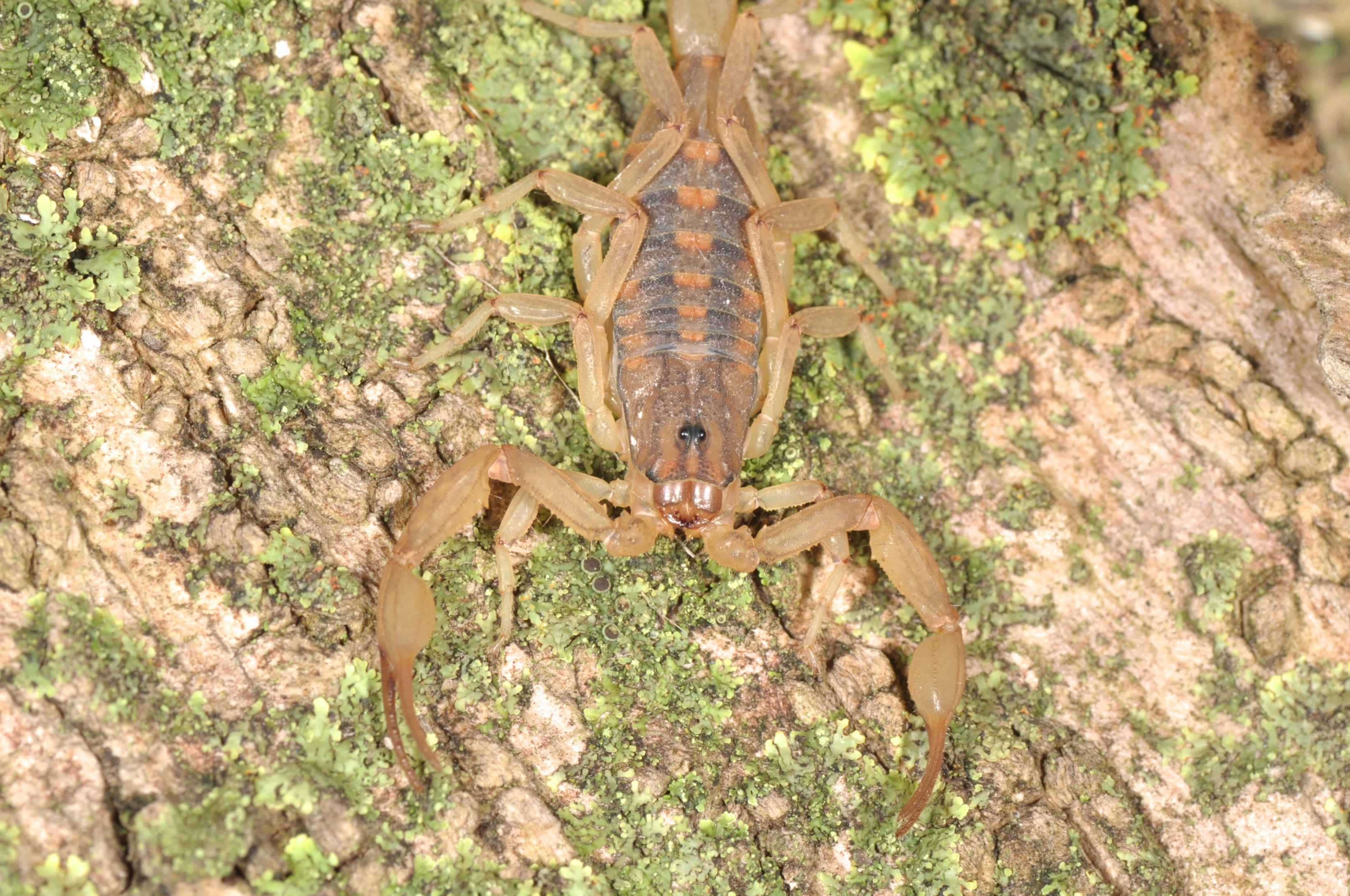
Centruroides limpidus

Le tronc du syntype mesure 18 mm et la queue 29-30 mm.

## Publication originale
- Karsch, 1879 : « Skorpionologische Beiträge. II. » Mittheilungen des Münchener Entomologischen Vereins, vol. 3, no 2, p. 97-136 (texte intégral).